# Gunslinger Girl
Gunslinger girl är en manga som är gjord av Yu Aida. Manga-serien blev senare gjord till en TV-serie som anime, producerad från 2003 till 2004, av produktionsbolaget Madhouse. Den utspelar sig i ett framtida Italien.